# ザ・ウェイバック
『ザ・ウェイバック』（The Way Back）は2020年のアメリカ合衆国のドラマ映画。監督はギャヴィン・オコナー、出演はベン・アフレック、アル・マドリガル、ジャニナ・ガヴァンカーなど。落ちぶれた元バスケットボール選手が母校の高校でバスケ部のコーチになって人生を再出発させる姿を描いている。なお、本作の撮影時、アフレックは主人公（ジャック）と同様にアルコール依存症を抱えており、「ジャックを演じたことが一種のセラピーになった」という趣旨の発言をしている。
日本では劇場公開されなかったが、Amazonプライム・ビデオで配信されている。

## ストーリー
高校生の頃、ジャック・カニンガムはバスケットボールの選手として活躍し、大学からのオファーが殺到するほどの技量を有していた。ところが、ジャックは父親との確執が原因で突然バスケをやめてしまった。
それから20年以上が経過し、ジャックは酒を手放せない日々を送っており、かつてのスター選手の面影はどこにもなかった。そんなある日、母校であるビショップ・ヘイズ高校の神父から「うちのバスケ部のヘッドコーチをやってくれないか」と頼まれる。ジャックが在籍していた頃のチームは強豪として名を馳せていたが、今ではすっかり弱小チームになってしまったのである。ジャックは渋々コーチの仕事を引き受けることにした。すると、ジャックの指導のお陰でチームは徐々に団結し、試合でも勝利を収めるようになり、ジャック自身はアルコールを断つようになっていた。
ところが、友人の幼い息子の病が悪化したことを知ったジャックは、数年前に同じく病で幼くして亡くなった息子マイケルを思い出し、その苦痛から大酒を呑み、翌朝の練習に遅刻する失態を演じてしまう。この事態にかねてよりアルコールの問題を抱えていたジャックはコーチをクビになってしまう。チームの行方をどうしても見守りたかったジャックは、自業自得とは言え、ショックから大酒を呑み、泥酔した挙句に見ず知らずの他人の家に間違って侵入してしまい、さらに逃げ出そうとして転落し、大怪我を負って病院に担ぎ込まれる。ここに至り、ジャックはようやく自分の過去と向き合う覚悟を決め、リハビリ施設に入所する。一方、チームはコーチのためにと勝利を誓う。

## キャスト
※括弧内は日本語吹替。
- ジャック・カニンガム: ベン・アフレック（小原雅人）
- ダン: アル・マドリガル（英語版）（高岡瓶々） - バスケ部のアシスタントコーチで数学教師。
- アンジェラ: ジャニナ・ガヴァンカー（田村睦心） - ジャックの別れた妻。
- ベス: ミカエラ・ワトキンス（庄司まり） - ジャックの姉。
- ドク: グリン・ターマン - ジャックの亡父の友人。
- ブランドン・デュレ: ブランドン・ウィルソン（星野祐典） - チームの中心選手。
- エリック: ヘイズ・マッカーサー - ベスの夫。
- ダイアン: レイチェル・カーパニ（英語版） - 傷心のジャックをバーで誘った女。
- ゲイル: マーリーン・フォルテ（英語版）
- チャブス・ヘンドリックス: チャールズ・ロット・Jr - チームの太めの選手。陽気でダンス好き。

## 製作
2018年6月11日、ギャヴィン・オコナー監督の新作映画『The Has-Been』にベン・アフレックが起用されたとの報道があった。9月26日、アル・マドリガルが本作の出演交渉に臨んでいると報じられた。その際、本作のタイトルが『Torrance』に変更されるという発表もあった。10月17日、ジャニナ・ガヴァンカーの出演が決まった。11月、ブランドン・ウィルソンとレイチェル・カーパニがキャスト入りした。2019年8月、本作のタイトルが『Torrance』から『The Way Back』に変更された。

### 撮影・音楽
2018年10月、本作の主要撮影がカリフォルニア州ロサンゼルスで始まった。2019年8月5日、ロブ・シモンセンが本作で使用される楽曲を手掛けるとの報道があった。2020年2月28日、ウォータータワー・ミュージックが本作のサウンドトラックを発売した。

## 公開・マーケティング
当初、本作は2019年10月18日に全米公開される予定だったが、後に公開日は2020年3月6日に延期された。
2019年11月14日、本作のオフィシャル・トレイラーが公開された。2020年2月3日、本作のオフィシャル・トレイラー第2弾が公開された。

## 興行収入
本作は『2分の1の魔法』と同じ週に封切られ、公開初週末に650万ドル前後を稼ぎ出すと予想されていたが、実際の数字はそれを若干上回るものとなった。2020年3月6日、本作は全米2718館で封切られ、公開初週末に817万ドルを稼ぎ出し、週末興行収入ランキング初登場3位となった。

## 評価
本作は批評家から高く評価されている。映画批評集積サイトのRotten Tomatoesには212件のレビューがあり、批評家支持率は83%、平均点は10点満点で6.8点となっている。サイト側による批評家の見解の要約は「ストーリーをお決まりの形で展開させるというやり方に苛立つこともある。しかし、ベン・アフレックの傑出した演技のお陰で『ザ・ウェイバック』はそうした欠点を上回る魅力を生み出せた。」となっている。また、Metacriticには40件のレビューがあり、加重平均値は66/100となっている。なお、本作のCinemaScoreはB+となっている。